# Glenne Headly
Glenne Headly (New London, Connecticut, 13 de març de 1955 - Santa Monica, Califòrnia, 8 de juny de 2017) va ser una actriu estatunidenca.
Glenne Headly sigué membre de Mensa International i parlà francès i espanyol. Va ser també membre del Steppenwolf Theatre Company de 1979 a 2005.
La seva carrera cinematogràfica començà l'any 1981 amb Georgia, d'Arthur Penn, però fou l'any 1988 que obtingué un paper principal a Dirty Rotten Scoundrels, compartint protagonisme amb Steve Martin i Michael Caine. Trobarà Martin vuit anys més tard al film Sergent Bilko. Apareix a molts films com Dick Tracy, encarnant l'amiga de l'heroi, Professor Holland, per al qual va estudiar el llenguatge dels signes americà i Confessions of a Teenage Drama Queen.
A la televisió, Headly va obtindre un paper recurrent, l del metge Abby Keaton a ER, de 1996 a 1997, seguit de les sèries Encore! Encore! i de Monk, encarnant la dona del capità Stottlemeyer, de 2003 a 2006. Va ser nominada dues vegades als premis Emmy, per a la seva actuació als telefilms Lonesome Dove (1989) i Bastard Out of Carolina (1996). Al teatre, ha actuat a diverses peces com The Guys, amb David Hyde Pierce (2001). Va igualment participar en les sèries Grey's Anatomy i CSI: Crime Scene Investigation.
Glenne Headly va ser l'esposa de John Malkovich de 1982 a 1988. L'any 1993, es casà amb Byron McCulloch, amb el qual va tenir un fill.
Glenne Headly morí per complicacions d'una embòlia pulmonar el 8 de juny de 2017 a Santa Monica (Califòrnia).

## Filmografia

### Cinema
- 1981: Georgia (Four Friends), d'Arthur Penn: Lola
- 1983: Doctor Detroit, de Michael Pressman: Miss Debbylike
- 1985: Fandango, de Kevin Reynolds: Trelis, la dona de Truman
- 1985: La rosa porpra del Caire (The Purple Rose of Cairo), de Woody Allen: une prostituta
- 1985: Eleni, de Peter Yates: Joan
- 1986: Seize the Day, de Fielder Cook: Olive
- 1987: Making Mr. Right, de Susan Seidelman: Trish
- 1987: Nadine, de Robert Benton: Renée Lomax
- 1988: Stars and Bars: Cora Gage
- 1988: Paperhouse: Kate Madden
- 1988: Dirty Rotten Scoundrels: Janet Colgate
- 1990: Dick Tracy, de Warren Beatty: Tess Trueheart
- 1991: Mortal Thoughts, d'Alan Rudolph: Joyce Urbanski
- 1991: Grand Isle: Adele Ratignolle
- 1993: Ordinary Magic: Charlotte
- 1994: Getting Even with Dad: detectiu Theresa Walsh
- 1995: La simfonia del professor Holland (Mr. Holland's Opus): Iris Holland
- 1996: Sergent Bilko: Rita Robbins
- 1996: Bastard Out of Carolina: Aunt Ruth
- 1996: 2 Days in the Valley: Susan Parish
- 1998: The X Files de Rob S. Bowman: barmaid
- 1998: Babe: Pig in the City, de George Miller: Zootie (veu)
- 1999: Breakfast of Champions: Francine Pefko
- 2000: Timecode: Dava Adair, la terapeuta
- 2001: Bartleby: Vivian
- 2001: Què més pot passar? (What's the Worst That Could Happen?): Gloria Sidell
- 2004: Confessions of a Teenage Drama Queen: Karen
- 2004: Eulogy: Samantha
- 2004: A la cantonada (Around the Bend)): Katrina
- 2005: The Amateurs: Helen Tatelbaum
- 2006: Comeback Season: Deborah Pearce
- 2006: Un nom pour un autre de Mira Nair
- 2006: Raising Flagg: Anne Marie Purdy
- 2008: Kit Kittredge: An American Girl, de Patricia Rozema: Louise Howard
- 2009: The Joneses: Summer
- 2013: Don Jon: Angela Martello
- 2017: The Circle de James Ponsoldt: Bonnie Holland
- 2017: Benvinguts a Vil·la Capri (Just Getting Started), de Ron Shelton: Margarite

### Televisió
- 1983: Say Goodnight, Gracie (TV), de Patterson Denny i Austin Pendleton
- 1989: Lonesome Dove (fulletó TV): Elmira
- 1993: And the Band Played On (TV): Dr Mary Guinan
- 1996-1997: Urgències (ER): Dr Abby Keaton
- 1997: Pronto (TV): Joyce Patton
- 1998: My Own Country (TV): Vickie Talley
- 1998: Encara! Encara! (sèrie de televisió): Francesca Pinoni
- 1998: Winchell (TV): Dallas Wayne
- 2000: The Sandy Bottom Orchestra) (TV): Ingrid Green
- 2001: "A Girl Thing" (fulletó TV): Helen McCormack
- 2001: On Golden Pond (TV): Chelsea Thayer Wayne
- 2002: Women vs. Men (TV): Brita
- 2002: The 'Burbs (TV)
- 2003-2006: Monk: Karen Stottlemeyer
- 2008: Grey's Anatomy: Elizabeth Archer
- 2008: CSI: Crime Scene Investigation (sèrie TV): Viviana Conway (episodi n° 1)